# Pandanus peekelii
Pandanus peekelii är en enhjärtbladig växtart som beskrevs av Harold St.John. Pandanus peekelii ingår i släktet Pandanus och familjen Pandanaceae. Inga underarter finns listade.